# Козунак
Козунакът е сладък обреден хляб, който традиционно се приготвя за Великден. Символ на тялото на Иисус Христос, така както боядисаните в червено яйца символизират кръвта му.  Възприет в християнството от юдеизма като символ на благоразположението и плодовитостта. 
В Румъния този великденски сладкиш е популярен под същото име, но с друго произношение - козонак (на румънски: cozonac), докато в Гърция, макар че самата дума "козунак" е с гръцки произход, този обреден хляб е познат като цуреки (на гръцки: τσουρέκι), което е възприето и в Турция, където се произнася "чорек" (на турски: çörek). В Русия се нарича кулич. Смята се, че произлиза от Западна и Средна Азия.
Среща се и под името козинака (хлябът мек като козина).
От специалното козуначено тесто се приготвят и други сладкиши като сладки рула и кифли, а козунакът, освен по Великден може да се намери в търговската мрежа и целогодишно. Консумира се предимно в последния ден на Страстната седмица и в следващите няколко дена около Великден. Обичайно се комбинира със великденски яйца и представлява част от характерните за този празник подаръци и почерпки.
Сходни ястия по начин на направа и функции са обредните хлябове кръсташка, кулашка, кукла, колак, благовец. 
В православната религия козунакът и други обредни хлябове се използват за да се ознаменуват Раждането (Коледа или Нова Година) и Възкресението (Великден) на Христа и за плодовитост в деня на св. Сава.

## Козунакът като религиозен символ
За обредно ядене на хляб се спомена още в надписи, върху Стелата на Мернептах от 13 век пр.н.е., където се казва, че се е правело често.
Символното значение на хляба е играло основна роля в изграждането на еврейската култура, оформила се в значителна степен под влияние на различни древноегипетски и ханаански култове, а впоследствие - и под европейско влияние. 
Задължително изискване е за всеки празник обредният хляб да е украсен с конкретни шарки или фигури, защото всеки обреден хляб с фигурите по него представлява молитва – за плодородие, за сила, за благоденствие, за веселие, за живот, за здраве и т.н.

## Традиционно приготвяне на козунак
Преди въвеждането в употреба в кулинарията на захар от захарна тръстика, за този род ястия се е използвало захарно цвекло, а от по-дълбока древност - фурми, стафиди, смокини или пчелен мед.
Обредните хлябове се правят от специално отделено брашно, само от пшеница, фино смляна и съхранявана по специален начин, с „мълчана, ненапита“ вода, по специален ритуал, включващ трикратно пресяване, прекадяване. и със специални символи по него.
Формата на хляба обикновено е кръгла или яйцевидна. Може да бъде и продълговат (колач), задължителни елементи са издатините с наподобяващи великденски яйца и тройната плитка, усукана, „прегърната“ или преплетена, която символизира триединството.
Религиозната традиция предписва козунакът да се замеси рано в събота сутрин, а яденето му - да започне не по-рано от неделя на Възкресение, Дотогава заради Великите пости се препоръчва яденето на содена питка и мед. Преди употреба козунакът задължително се прекадява и освещава с молитва.

## Рецепта за козунак
Съществуват различни варианти на рецептата за козунак. Като цяло обаче той е труден за приготвяне, тъй като изисква много време, месене и специални условия – помещението, в което се меси и втасва тестото, трябва да е добре затоплено. Характерно за козунака е, че той трябва да е добре бухнал и да се къса „на конци“. Често към тестото се добавят орехи, стафиди, настъргана лимонова кора, локум, мармалад.
Маята за козунака се замесва с брашно, прясно мляко, щипка готварска сол и щипка захар при температура 28 – 30 градуса Целзий. След като шупне, се добавя към останалото брашно, яйца, захар, мляко и другите съставки. Меси се продължително време и се оставя на топло да увеличи обема си двойно, като за целта може да се сложи на водна баня. Не трябва да се прекалява със захарта, която е по рецепта, тъй като повечето захар пречи на бухването на тестото. След като втаса тестото, от него се оформят дълги фитили, които се сплитат на плитка, за да стане козунакът на конци. Пече се на умерен огън в предварително загрята фурна.